# マチャアキ・前武・始まるョ!
『マチャアキ・前武・始まるョ!』（マチャアキ・まえたけ はじまるョ）は、1971年4月3日から同年9月25日まで日本テレビ系列局で放送されていた日本テレビ製作のバラエティ番組である。全17回。放送時間は毎週土曜 20:00 - 20:56 （日本標準時）、プロ野球ナイター中継が予定されている日には放送を休止。

## 概要
ザ・スパイダースを解散したばかりの堺正章と、当時の人気司会者である前田武彦がレギュラーを務めていた番組。番組は、堺が外国人の生徒に書道・道徳・コーラスなどのさまざまな手段で日本語を教える「マチャアキ学園」、前田が視聴者と電話で話をしたり彼らの相談に乗ったりする「前武のホットライン」、そして堺と前田による「パロディ劇場」など、多彩なコーナーで構成されていた。
この番組が放送されていた1971年は第二次怪獣ブーム（変身ブーム）突入の年であり、フジテレビが『宇宙猿人ゴリ → 宇宙猿人ゴリ対スペクトルマン』、TBSが『帰ってきたウルトラマン』、毎日放送がNET系列で『仮面ライダー』と、各局がこぞって怪獣・怪人の出る特撮ドラマを放送していた。番組もそうした怪獣人気にあやかり、堺と前田をモチーフにした2体の怪獣キャラクターを企画。各コーナーの合間には、この2大怪獣の格闘シーンが挿入されていた。そしてブルマァクからは、この2体のソフトビニール人形が発売された。

## 出演者
- 堺正章
- 前田武彦
- マチャアキ怪獣ガリガリ
- マエタケ怪獣ベロベロ

## 放送リスト
| 回 | 放送日 （1971年） | サブタイトル                           | 備考                                             |
| -- | ----------------- | -------------------------------------- | ------------------------------------------------ |
| 1  | 4月3日            | （サブタイトル不明）                   |                                                  |
| 2  | 4月10日           | マチャアキ怪獣大あばれ！               |                                                  |
| 3  | 4月24日           | 笑い死にだよマチャアキ学園！           |                                                  |
| 4  | 5月8日            | ご破算で願いましてはマチャアキ学園！   |                                                  |
| 5  | 5月15日           | 必笑学芸会だよマチャアキ学園！         |                                                  |
| 6  | 6月5日            | （サブタイトル不明）                   |                                                  |
| 7  | 6月12日           | （サブタイトル不明）                   | 同日に予定されていたナイター中継の中止に伴い放送 |
| 8  | 6月19日           | （サブタイトル不明）                   |                                                  |
| 9  | 7月3日            | （サブタイトル不明）                   |                                                  |
| 10 | 7月17日           | 夏祭り!! 笑いの大洪水                  |                                                  |
| 11 | 7月24日           | （サブタイトル不明）                   |                                                  |
| 12 | 7月31日           | 進め！笑いの総攻撃                     |                                                  |
| 13 | 8月21日           | 彼女がビキニで…サァ大変!!              |                                                  |
| 14 | 9月4日            | 大わらいチビッコ三度笠！マチャアキ学園 |                                                  |
| 15 | 9月11日           | 忍法笑殺の術 マチャアキ学園            |                                                  |
| 16 | 9月18日           | （サブタイトル不明）                   | 同日に予定されていたナイター中継の中止に伴い放送 |
| 17 | 9月25日           | （サブタイトル不明）                   |                                                  |

参考：『読売新聞縮刷版』読売新聞社、1971年4月3日 - 同年9月25日付のラジオ・テレビ欄。